# Pierre Chadebech
Pas d'image ? Cliquez ici

a Compétitions nationales et continentales officielles uniquement.

b Matchs officiels uniquement.
Pierre Chadebech, né le 3 mai 1959 à Ussel, est un joueur de rugby à XV, évoluant au poste de trois-quarts centre, qui obtient cinq sélections en équipe de France entre 1982 et 1986. Il passe l'essentiel de sa carrière au sein du CA Brive. Il se reconvertit ensuite dans une carrière d'entraîneur.

## Biographie
Formé au club d'Ussel, il rejoint en 1979 le CA Brive, club avec lequel il évolue jusqu'en 1990.
Après sa carrière de joueur, il devient entraîneur des arrières du CA Brive lors de la saison 1994-1995.
Après avoir occupé un poste de co-entraîneur de l'équipe de France "A", on lui confie la direction du RC Narbonne durant la saison 2006-2007 mais il est licencié à la suite de la relégation du club narbonnais.
Il est arrivé comme entraîneur au Lille Métropole rugby club le 28 mai 2009 avec comme objectif la montée en Pro D2 sur quatre ans. À son départ, en 2014, cet objectif n'est pas atteint. Il rejoint alors le Biarritz olympique en tant qu'adjoint chargé des arrières auprès d'Eddie O'Sullivan. Le club vise la remontée en Top 14. En septembre 2015, ils sont tous deux démis de leurs fonctions à la suite de mauvais résultats. Quelques semaines plus tard, un accord amiable est conclu entre le club et les deux entraineurs.

## Carrière de joueur

### En club
- avant 1979 : US Ussel
- 1979-1990 : CA Brive
- 1990 - ? : US Ussel

### En équipe de France
Il a disputé son premier test match le 31 octobre 1982, contre l'équipe de Roumanie, et son dernier test match fut contre l'équipe d'Irlande, le 1er février 1986.

### Avec les Barbarians
Le 15 mai 1981, il joue le deuxième match de l'histoire des Barbarians français contre Crawshay's à Clermont-Ferrand. Les Baa-Baas l'emportent 34 à 4. Quatre ans plus tard, le 22 octobre 1985, il joue de nouveau avec les Barbarians français contre le Japon à Cognac. Les Baa-Baas l'emportent 45 à 4.

## Carrière d'entraîneur
- 1994-1995 : CA Brive (entraîneur des arrières)
- 2006-2007 : RC Narbonne
- 2009-2014 : Lille MR
- 2014-2015 : Biarritz Olympique (entraîneur des arrières)
- 2017-2018 : US Fumel-Libos
- 2018-2021 : FC Oloron

- 2025-Aujourd'hui : Stade Caennais Rugby Club (Manager Sportif)

## Palmarès
- Champion de France junior Crabos 1976

### En équipe de France
- 5 sélections
- Sélections par année : 3 en 1982 contre l'Argentine et la Roumanie, 2 en 1986
- Tournois des Cinq Nations disputés : 1986 (remporté par la France)